# Schickedanz Open 1990
Il Schickedanz Open 1990 è stato un torneo di tennis facente parte della categoria ATP Challenger Series nell'ambito dell'ATP Challenger Series 1990. Il montepremi del torneo era di $50 000 ed esso si è svolto nella settimana tra il 28 maggio e il 3 giugno 1990 su campi in terra rossa. Il torneo si è giocato a Fürth in Germania.

## Vincitori

### Singolare
Jeff Tarango ha sconfitto in finale  Felipe Rivera con il punteggio di 6–0, 6–0.

### Doppio
Peter Ballauff /  Ricki Osterthun hanno sconfitto in finale  Marcos Górriz /  Andrej Ol'chovskij con il punteggio di 7–6, 4–6, 6–3.